# Pseudomicrargus asakawaensis
Pseudomicrargus asakawaensis là một loài nhện trong họ Linyphiidae.
Loài này thuộc chi Pseudomicrargus. Pseudomicrargus asakawaensis được Ryoji Oi miêu tả năm 1964.